# Zollino
Zollino är en ort och kommun i provinsen Lecce i regionen Apulien i Italien. Kommunen hade 1 961 invånare (2017).